# Урбе
Урбе (итал. Urbe) — коммуна в Италии, располагается в регионе Лигурия, в провинции Савона.
Население составляет 818 человек (2008 г.), плотность населения составляет 26 чел./км². Занимает площадь 31 км². Почтовый индекс — 17048. Телефонный код — 019.
Покровителем коммуны почитается святой апостол Иаков Старший, празднование 25 июля.

## Демография
Динамика населения:

## Администрация коммуны
- Официальный сайт: http://www.comune.urbe.sv.it/